# Regiunea Lac
Regiunea Lac este una dintre cele 22 unități administrativ-teritoriale de gradul I ale statului Ciad. Reședința sa este orașul Bol.

## Subdiviziuni
Regiunea Lac este împărțită în 2 departamente:
| Department | Capitală | Sub-prefecturi                         |
| ---------- | -------- | -------------------------------------- |
| Mamdi      | Bol      | Bagassola, Bol, Daboua, Kangalam, Liwa |
| Wayi       | Ngouri   | Doum Doum, Kouloudia, Ngouri           |